# Woestijnkakkerlak
De woestijnkakkerlak (Arenivaga investigata) is een insect uit de orde kakkerlakken en de familie Corydiidae. De soort werd voor het eerst geldig gepubliceerd door Friauf & Edney in 1969.

## Leefgebied
De soort leeft op zandduinen in de Coloradowoestijn in de Verenigde Staten.